# Stefano Pelloni
Pour les articles homonymes, voir Pelloni et Il Passatore.
Stefano Pelloni, dit il Passatore (le Passeur en français, ou, comme le définit Pascoli, Le Passeur courtois), né le 4 août 1824, à Bagnacavallo, dans la province de Ravenne, en Émilie-Romagne et mort à Russi le 23 mars 1851, est un bandit italien actif en Romagne  dans la première moitié du XIXe siècle. 
Le surnom vient de la profession de « passeur » sur la rivière Lamone exercée par le père, est aussi appelé Malandri du nom de la femme d’un bi-aïeul.

## Biographie
Stefano Pelloni est le « Passeur » le plus connu parmi les voleurs de Romagne. Né en 1824 à Bagnacavallo, une ville au cœur de la Romagne, à quelques kilomètres de Ravenne, il a été tué en mars 1851 à  Russi par Apollinare Fantini de la gendarmerie papale.
Stefano Pelloni a fréquenté dans sa jeunesse une école privée, qu’il doit abandonner la troisième année, après d’innombrables échecs.
Il s'est évadé pendant le transfert à Ancône, où il purgeait une peine de travaux  pour le vol de deux fusils de chasse (quatre années de travaux publics) et l'évasion de la prison de Bagnacavallo (trois années supplémentaires).
Il prit le maquis où il a fait partie d'une bande mobile, comme il était de coutume chez les brigands de l'époque, dans laquelle il n'était pas le vrai leader, mais un point de référence important. Cette audacieuse bande armée, aguerrie était capable d’actions violentes, toujours plus nombreuses et opéra pendant trois années dans la légation pontificale (territoires appartenant à l’Église), en mettant la police en échec grâce à un vaste réseau de complices (espions, informateurs, proxénètes et même les hommes de la police) et avec la complicité de la population pauvre, récompensée avec l'argent de ses larcins : ce sont des cadeaux qui ont aidé à créer positivement sa réputation de Robin des Bois romagnol. Même Giuseppe Garibaldi a été amené à considérer Pelloni comme un rebelle anti-papal et anti-autrichien.
À d'autres points de vue, Pelloni dit il Passatore était considéré comme un odieux criminel, un sanguinaire, accusé de violence gratuite, tuant avec sadisme. Il a été répertorié comme l’unique voleur, pour tout le XIXe siècle, qui allait jusqu’à disséquer ses victimes. Dans un cas, Pelloni a tiré de sang-froid sur un homme simplement parce qu'un des siens avait insinué qu'il s’agissait d’un espion.
Un trait caractéristique du fonctionnement de la bande est la « signature » qui était mise sur les actions criminelles, déclamant à haute voix le nom et le surnom de la figure de référence, le Pelloni, qui se fait appeler il Passatore, le noyau de la bande active dans les forêts de Brisighella, voulait ridiculiser le Pouvoir en place, (fait inédit) par l'occupation militaire du pays entier - Bagnara di Romagna  (16 février 1849), Cotignola (17 janvier 1850), Castel Guelfo di Bologna (27 janvier 1850), Brisighella (7 février 1850), Longiano (28 mai 1850), Consandolo (fraction de Argenta) (9 janvier 1851) et Forlimpopoli (samedi 25 janvier 1851), mettant à sac les habitations des citadins les plus riches qui sont torturés afin de leur faire avouer l’endroit de la cachette des écus et des bijoux.
Parmi les exploits les plus fameux il faut rappeler celui de Forlimpopoli, qui a lieu dans la nuit du 25 janvier 1851. Les voleurs entrant, pendant l'entracte d'un spectacle, au théâtre communal (aujourd'hui le théâtre  Giuseppe Verdi) : montés sur scène, le rideau ouvert, pointaient leurs armes sur les spectateurs terrifiés et interpellant nominativement les hommes les plus riches de la ville, présents au spectacle, pour les voler. 
Parmi les familles dévalisées il y avait aussi celle de Pellegrino Artusi. Le vol a été également suivi par le viol de plusieurs femmes, parmi celles-ci, Gertrude, la sœur d'Artusi, qui perdit la raison victime de la folie à la suite du choc émotionnel.
Son activité se terminera en mars 1851, lorsque, trahi par un de ses hommes désireux d’empocher la forte récompense, il est identifié dans un pavillon de chasse près de Russi par la gendarmerie pontificale et tué dans la fusillade qui suivit. Son cadavre est transporté sur un chariot sur toutes les routes de la Romagne, en démonstration de la fin effective du brigand.

## Mythe
De par sa générosité devenue légendaire, ses exploits, répandus par voie orale, devinrent populaires tant auprès des gens simples que certains personnages cultivés comme les poètes Arnaldo Fusinato et Giovanni Pascoli qui, dans un de ses poèmes l’idéalisa en l’évoquant comme il Passator Cortese (Le Passeur courtois).
Les caractéristiques de il Passatore se différencient sensiblement de l'iconographie qui le rendit célèbre, qui s'est répandue après la guerre à la suite du lancement de la marque « Ente Tutela Vini Romagnoli », qui le font ressembler à un berger-brigand de la Basilicate (la physionomie est presque identique à celle du célèbre Carmine Crocco) armé d’un archaïque tromblon alors qu'en réalité, il utilisait les meilleures armes disponibles à cette époque.
En fait, Stefano Pelloni était différent tant physiquement que dans la matière de se vêtir : d’une stature d’un mètre soixante-dix (normale pour la moitié du XIXe siècle, en Romagne), il avait des cheveux noirs, les yeux marron et le front large. En particulier, le visage, de forme oblongue et pâle, ne présentait pas de barbe. À cette époque, sous le titre « signes distinctifs » du trafiquant, était spécifié son « regard sombre » : Ceci est possible parce que Stefano Pelloni avait une brûlure de soufre sous l'œil gauche.
En souvenir de Stefano Pelloni, une compétition intitulée les 100 km del Passatore se déroule, chaque année depuis 1973, à partir de Florence jusqu’à Faenza.